# Endaf Emlyn
Endaf Emlyn est un auteur-compositeur-interprète et réalisateur gallois né le 31 juillet 1944 à Bangor.

## Biographie

### Origines
Endaf Emlyn grandit à Pwllheli, une petite ville de la péninsule de Llŷn, dans le nord-ouest du pays de Galles. Il fait partie comme violoniste du National Youth Orchestra of Wales (en), où il côtoie John Cale et Karl Jenkins. Dans les années 1960, il fait partie des présentateurs de la chaîne de télévision régionale Harlech Television.

### Carrière musicale
Emlyn écrit des chansons et signe chez M&M Music, maison d'édition fondée par l'auteur-compositeur Tony Hatch (en). Il a l'occasion d'enregistrer aux studios Abbey Road de Londres et publie trois 45 tours en anglais sur le label Parlophone au début des années 1970. Il fait la connaissance du producteur Mike Parker, avec qui il enregistre son premier album, Hiraeth. Entièrement composé de chansons en gallois, dont une adaptation de Living Without You de Randy Newman, il est édité en 1972 par la maison de disques galloises Wren Records.
Son deuxième album, Salem, est publié par un autre label gallois, Sain, en 1974. Il s'agit d'un album-concept, le premier en gallois, qui s'inspire de Salem, une aquarelle du peintre anglais Sydney Curnow Vosper (en) réalisée en 1908. Elle représente une vieille femme en costume traditionnel gallois qui se prépare à assister à la messe dans la chapelle baptiste de Capel Salem, dans le hameau de Pentre Gwynfryn (en). Les chansons de l'album d'Emlyn imaginent la vie des individus représentés sur le tableau. La même année, il compose le générique du soap opera Pobol y Cwm.
Le troisième album d'Emlyn, Syrffio Mewn Cariad, sort en 1976. Il témoigne de l'influence du groupe Steely Dan. Après sa sortie, Emlyn rejoint le supergroupe Injaroc, composé d'anciens membres de Edward H. Dafis et Sidan. Cette formation ne publie qu'un seul album, Halen Y Ddaear!! (1977), avant de se séparer. Emlyn fonde ensuite avec le guitariste Myfyr Isaac (cy) et d'autres musiciens un groupe de jazz-rock, Jîp, qui sort l'album Genoed Oer en 1980. Durant cette période, il compose également un opéra-rock avec le parolier Hywel Gwynfryn (en), Melltith ar y Nyth, qui adapte la deuxième branche du Mabinogion.
Pour son quatrième album, Emlyn s'entoure de plusieurs collaborateurs, dont le claviériste Richard Dunn (également membre de Jîp) et le bassiste Pino Palladino. Paru en 1981, Dawnsionara présente une musique relevant du soft rock américain. Il s'agit du dernier album d'Emlyn jusqu'à la sortie de Deuwedd en 2009. Ses quatre premiers albums ont été réédités en 2003 par Sain dans le coffret Dilyn Y Graen.

### Carrière de réalisateur
À partir des années 1980, Emlyn délaisse la musique pour se consacrer à la réalisation de films et téléfilms financés par la chaîne galloise publique S4C. En 1988, Stormydd Awst (Storms of August) est le premier film de S4C diffusé au format 35 mm en cinéma.
Il réalise en 1991 une adaptation du roman Une nuit de pleine lune (en) de l'écrivain gallois Caradog Prichard (en). Un Nos Ola' Leuad reçoit le dauphin d'or au festival international du film de Tróia.
Son film de 1992 Gadael Lenin (Leaving Lenin) raconte l'histoire de lycéens gallois livrés à eux-mêmes lors d'un voyage scolaire à Saint-Pétersbourg, dans le contexte de la dislocation de l'URSS. Le public du festival du film de Londres lui décerne le prix du film britannique le plus populaire de l'année en 1993.

### Albums

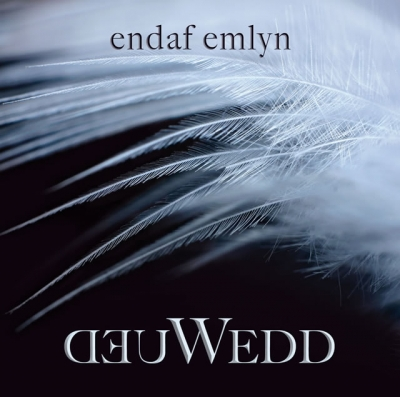
Deuwedd (2009).

## Discographie

### Compilations
- 2003 : Dilyn Y Graen (Sain) – coffret 3 CD rassemblant ses quatre premiers albums

### Singles
- 1971 : Paper Chains / Madryn (Parlophone)
- 1972 : Goodbye "Cherry Lill" / All of My Life (Parlophone)
- 1973 : Starshine / Where Were You (Parlophone)

## Filmographie
- 1983 : Shampw – prix « Spirit of the Festival » au Festival des médias celtiques
- 1985 : Gaucho
- 1988 : Stormydd Awst (Storms of August)
- 1991 : Une Nos Ola' Leuad (One Full Moon) – dauphin d'or au festival international du film de Tróia
- 1992 : Gadael Lenin (Leaving Lenin) – prix du public au festival du film de Londres
- 1995 : Y Mapiwr (The Making of Maps)
- 1997-1999 : Tair Chwaer (Three Sisters)
- 1999 : In the Company of Strangers